# Reprezentacja Bhutanu w piłce siatkowej kobiet
Reprezentacja Bhutanu w piłce siatkowej kobiet to narodowa reprezentacja tego kraju, reprezentująca go na arenie międzynarodowej, kontrolowana przez Bhutański Związek Piłki Siatkowej.

## Mistrzostwa Azji
Drużyna jeszcze nigdy nie wystąpiła na Mistrzostwach Azji.

## Igrzyska Azjatyckie
Drużyna jeszcze nigdy nie wystąpiła na Igrzyskach Azjatyckich.